# محمد نيهان
محمد نيهان ناصر مواليد 16 أبريل 1981 في المالديف، هو لاعب كرة قدم مالديفي سابق كان يلعب كمهاجم.

## المسيرة الاحترافية

### أندية لعب لها
- نادي نيو راديانت

## روابط خارجية
- محمد نيهان على موقع الاتحاد الدولي (مؤرشف)  (الإنجليزية)
- محمد نيهان على موقع ناشيونال فوتبول تيمز (الإنجليزية)